# Iglesia arciprestal de San Jaime (Villarreal)
La iglesia arciprestal de San Jaime apóstol es un templo católico del municipio español de Villarreal, en la provincia de Castellón. Se trata de un edificio de estilo neoclásico construido en el siglo XVIII. Está catalogada como Bien de interés Cultural, mediante una declaración singular GVA desde febrero de 2004.

## Historia
La primitiva iglesia databa de 1274, año en el que el rey Jaime I de Aragón firmó la Carta Fundacional de la Vila.
Ahora bien, Villarreal experimentó al largo del siglo XVIII un gran aumento de población, superando los siete mil habitantes, eso propició que se pensara en construir un nuevo templo, más grande, que reemplazara el existente. Este crecimiento demográfico fue acompañado de un gran impulso económico, fenómeno que ayudó a que la construcción de un nuevo templo pudiera hacerse realidad. El nuevo templo seguiría teniendo la advocación a San Jaime.
Las obras de este nuevo templo empezaron en el año 1752 y su bendición tuvo lugar en el año 1779, a pesar de no estar totalmente acabado, ya que la capilla de la Comunión no se inauguró hasta el 1798 y algunos de los altares laterales son aún posteriores.
El proyecto original y la dirección de la primera se debe a Juan José Nadal, cuyo trabajo continuó Cristóbal Ayora, con informes de José Bueso y Tomás Gregori. En 1784, la Real Academia de San Carlos encarga a Bartolomé Ribelles un plan de decoración de la iglesia. En 1785, Vicente Gascó continuara la obra de Ribelles y trazó y dirigió la capilla de la Comunión.
El arciprestazgo de Villarreal, dentro de la Diócesis de Segorge-Castellón, tiene su origen en el año 1960, y desde entonces la iglesia de San Jaime es arciprestal.

## Descripción
El gran aumento de población que la villa experimentó al largo del siglo XVIII, al fin y a la cual (y desgraciadamente el mal comienzo que tuvo con los hechos ocurridos durante la Guerra de Sucesión) ya se superaban los siete mil habitantes, eso propició que se pensara en construir un nuevo templo, más grande, que reemplazara la existente, dado que en aquel ya no era capaz de albergar, al menos en las celebraciones más importantes, una gran cantidad de fieles. El crecimiento demográfico al cual aludimos, unido al hecho que la economía del pueblo también había experimentado un gran impulso, que acometió una edificación tan grande como la que constituye actualmente la Arciprestal, dedicada, como ya estaba antiguamente la parroquia, a la vocación a San Jaime.
Las obras de este nuevo templo empezaron en el año 1752 y su bendición tuvo lugar en el año 1779, a pesar de no estar totalmente acabado, ya que la capilla de la Comunión no se inauguró hasta el 1798 y algunos de los altares laterales son aún posteriores.
El diseño de la Iglesia, hecha en grandes dimensiones (75 x 45 x 22), fue realizado por el arquitecto aragonés Juan Jose Nadal (tatarabuelo del arquitecto de finales del siglo XIX y comienzos del siglo XX Rafael Guastavino). Este arquitecto fue quien encargó de dirigir las obras hasta su muerte en el año 1763. Más tarde se encargaron de continuar el proyecto, el primero, Josep Dols, y posteriormente, Josep Ayora. Se tiene que dejar constancia también que en el transcurso de las obras hubo momentos de pausa - algunos motivos fueron técnicos, otros económicos- que hicieron que se retrasara el acabamiento del monumento. Un dato importante que hay que añadir, es que durante los años el proyecto de construcción fue modificándose a comparado de cómo era al principio, a raíz de los últimos arquitectos que se implicaron en la obra. Por ejemplo: Bartomeu Ribelles y Vicente Gascó.
Su espacio es la conjunción de dos plantas: una centralizada y una de salón. La central, con tres exedras poligonales, forma el ábside y brazos de crucero y se abre al espacio columnario de tres naves de 22 m de altura. La nave central es de bóveda de luneta y las laterales de arista. En el crucero se eleva la cúpula sobre el tambor. La cubierta de teja azul barnizada, conforma perfil ojival.
Las naves están separadas por ocho pilares sobre pedestales, encima de ellos se añade un fragmento de entablamento, se disponen a la misma altura (veintidós metros al interior) y están cubiertas por bóvedas de arista los laterales, y de cañón la central, que es más ancha, como lo es habitualmente.
Sus muros son de mampostería y la fachada principal que imita sillares tiene remate mixtilíneo. La cubierta es a dos aguas en la nave central y de cobertizo en las laterales. Se tiene que destacar las portadas laterales, por un lado, tenemos la portada de la Pescadería Vieja, en ella destacan sus columnas de orden compuesto rústico, acolchadas y de fuste acanalado, que recuerdan bastante a los modelos serlianos. La portada del otro lado es mucho más sencilla, es muy parecida a la que podemos encontrar en Cinctorres y a la ermita de San Marcos de Olocau del Rey.
El interior del templo presenta una decoración (rica muy al gusto académico) que contrasta con un exterior sencillo y poco trabajado. Destacan las obras de Josep Vergara de finales del siglo XVIII, quien realizó la ornamentación de las cúpulas con el tema del martirio de Santiago. También pintó los frescos de la capilla de la Comunión.
El "Vía Crucis" fue pintado por Bernardo Mundina Milallave. En las naves laterales se conservan pinturas de Vicente Castell, representando el Bautismo y Resurrección de Jesús, la Consagración de la Eucaristía, y la procesión local del Corpus Christi a finales del pasado siglo. Los altares, decorados en el siglo XIX, albergan esculturas de Amorós (San Jaime), Ortells (La Verónica y el Santo Sepulcro), Ponsoda (Virgen del Rosario), Pedro Gil (San Lorenzo, La Divina Aurora), Llorens Poy (Virgen de Gracia) y otros. 
También puede admirarse un excelente retablo de  Paolo de San Leocadio.

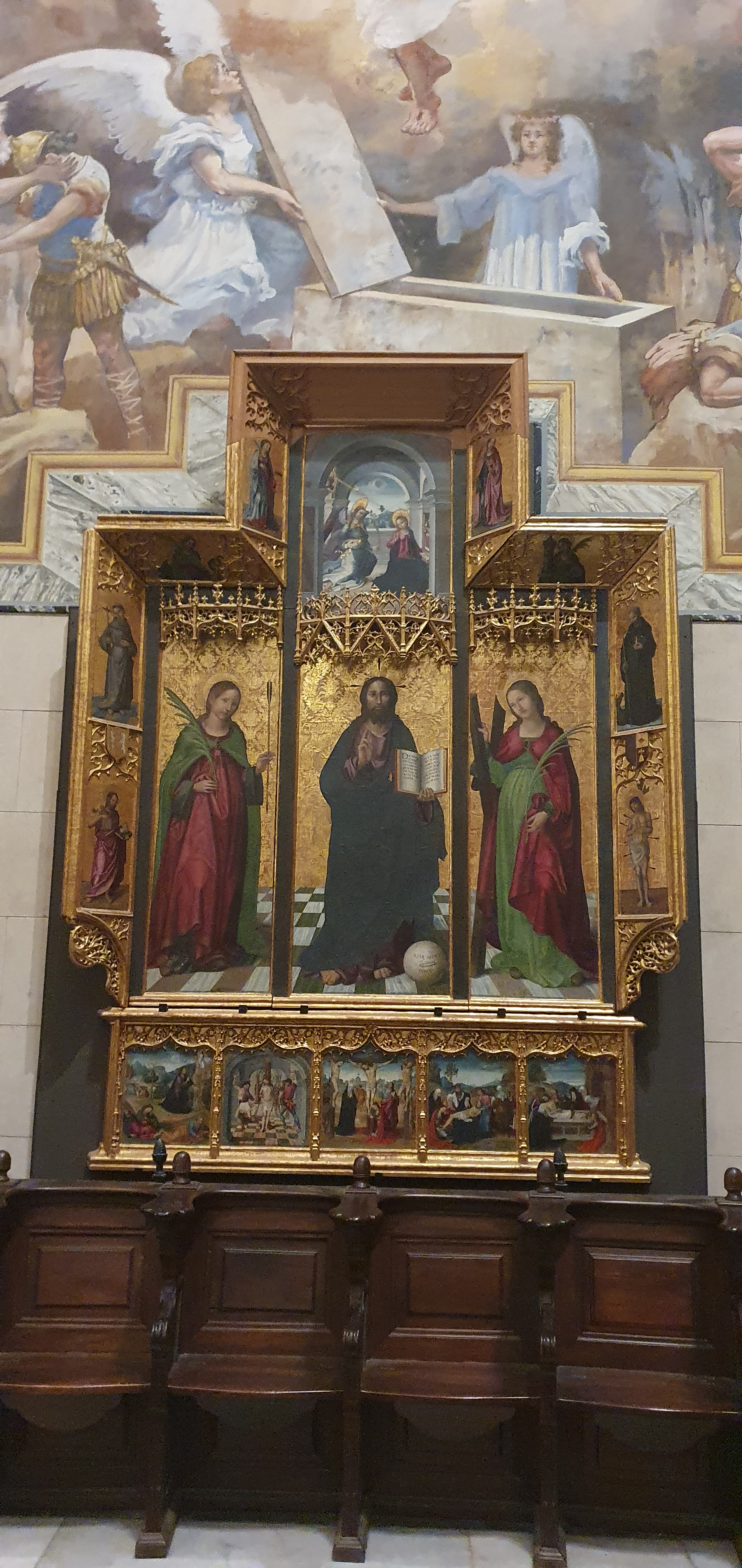
Aquí podemos observar un espectacular retablo realizado por el propio Paolo San Leocadio.

La iglesia dispone de un pequeño pero interesante museo que se está tratando de impulsar y mejorar por parte del Ayuntamiento de la ciudad y de la Diócesis de Segorbe-Castellón.

## Torre campanario
Su construcción se inició al año 1682, formando parte del conjunto de la iglesia medieval, y su finalización no es del todo segura ya que, por un lado, Traver (Traver García, 1909), marcó el año 1703 como conclusión de la obra, mientras que Tormo (Tormo, 1928) da como fecha de conclusión el año 1744.
En opinión de Gil Saura (2004) la conclusión de las obras de 1703 no debió ser la definitiva, ya que dice que hubo una visita pastoral alrededor de 1714 en la que mandó hacer una nueva sacristía una vez terminada la torre, después de cuatro meses, de la cual cosa se podría suponer que en aquel momento las obras estaban a punto de terminar.
El campanario costó unas 2725 libras,  y fue construido con piedras traídas de las canteras de Borriol y Benadressa y sus constructores fueron probablemente los maestros de obra Jaume y Severí Sebastià, ayudados por los picapedreros Josep Montañez, Josep Marzal y Vicent Llorens, todos ellos venían de Borriol.
La arquitectura fue diseñada por Agustín Maiquez siguiendo el modelo 

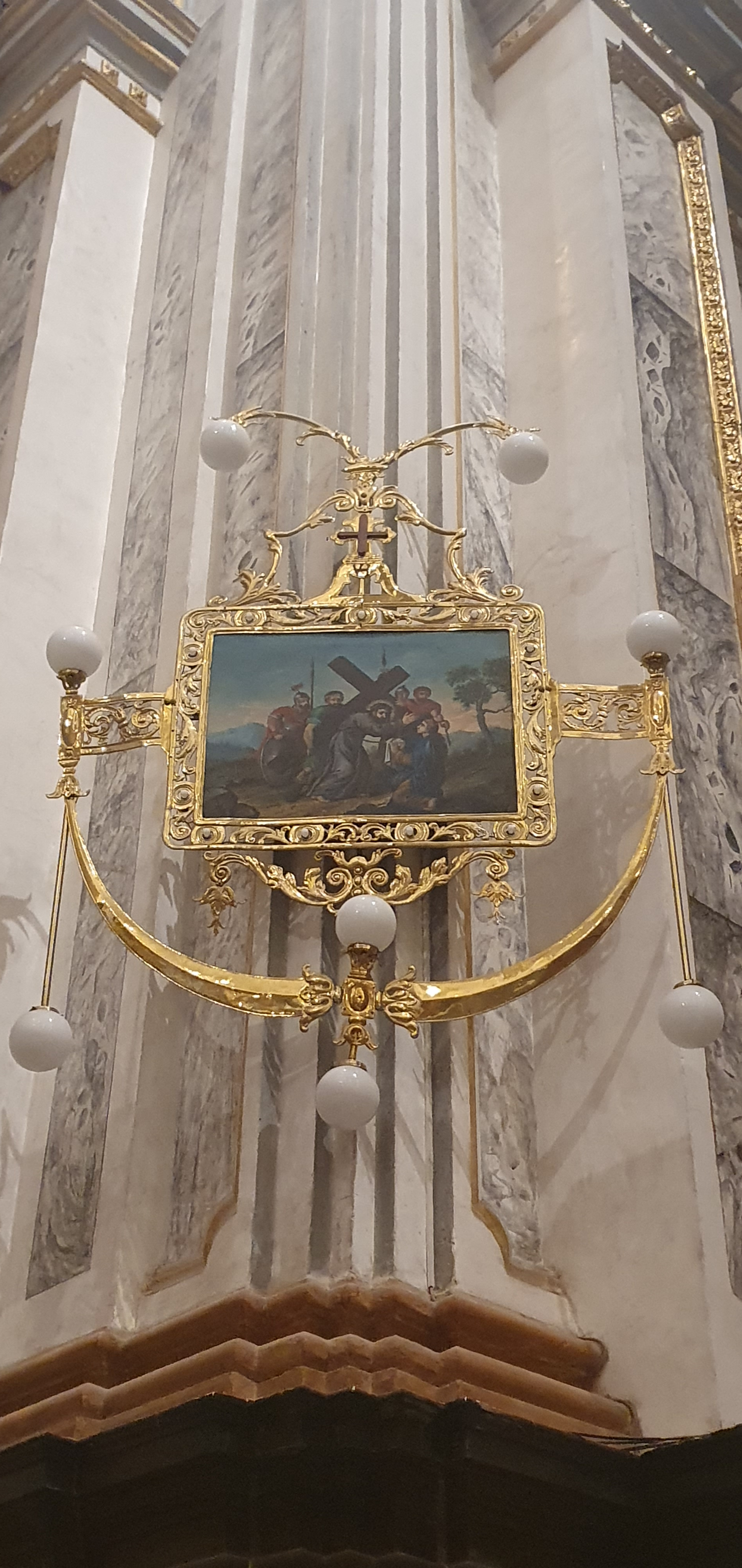
Primera escena bíblica dentro de la Iglesia Sant Jaume (Villarreal) realizada por Josep Vergara.

de planta poligonal de origen gótico, estando en el momento de su construcción separada del edificio principal del templo, situándose en su lado izquierdo.
En cuanto a la estructura de la torre, es de unos 42,5 metros de altura, pueden distinguirse claramente tres cuerpos: el primero, cuadrangular y los dos restantes, octogonales. En la parte final de la construcción, está rodeado por un balaustre, se pueden ver unas curiosas gárgolas que simulan cabezas de animales y unas piezas en resalto de las cuales, supuestamente, debería arrancar el remate que nunca llegó a construirse. Del interior destaca la escalera de caracol que, con un diámetro de metro y medio, está formado por ciento ochenta y dos piezas iguales colocadas de una manera superpuesta y en sentido de rotación alrededor de un eje constituido por ellas mismas y que es el único acceso para poder llegar hasta arriba a la sala de las campanas, cuerpo superior abierto al exterior con siete vacíos rematados por arcos de medio punto.En el interior  de la torre se distinguen cuatro habitaciones, una para el reloj. La fachada principal se completa con placeta en U, cerrada con verja de 1924.
En el año 1978 el campanario fue sometido a una restauración que subsanó los desperfectos que presentaba, sobre todo el cuerpo de las campanas, deterioradas durante la contienda civil española.

## Referencias

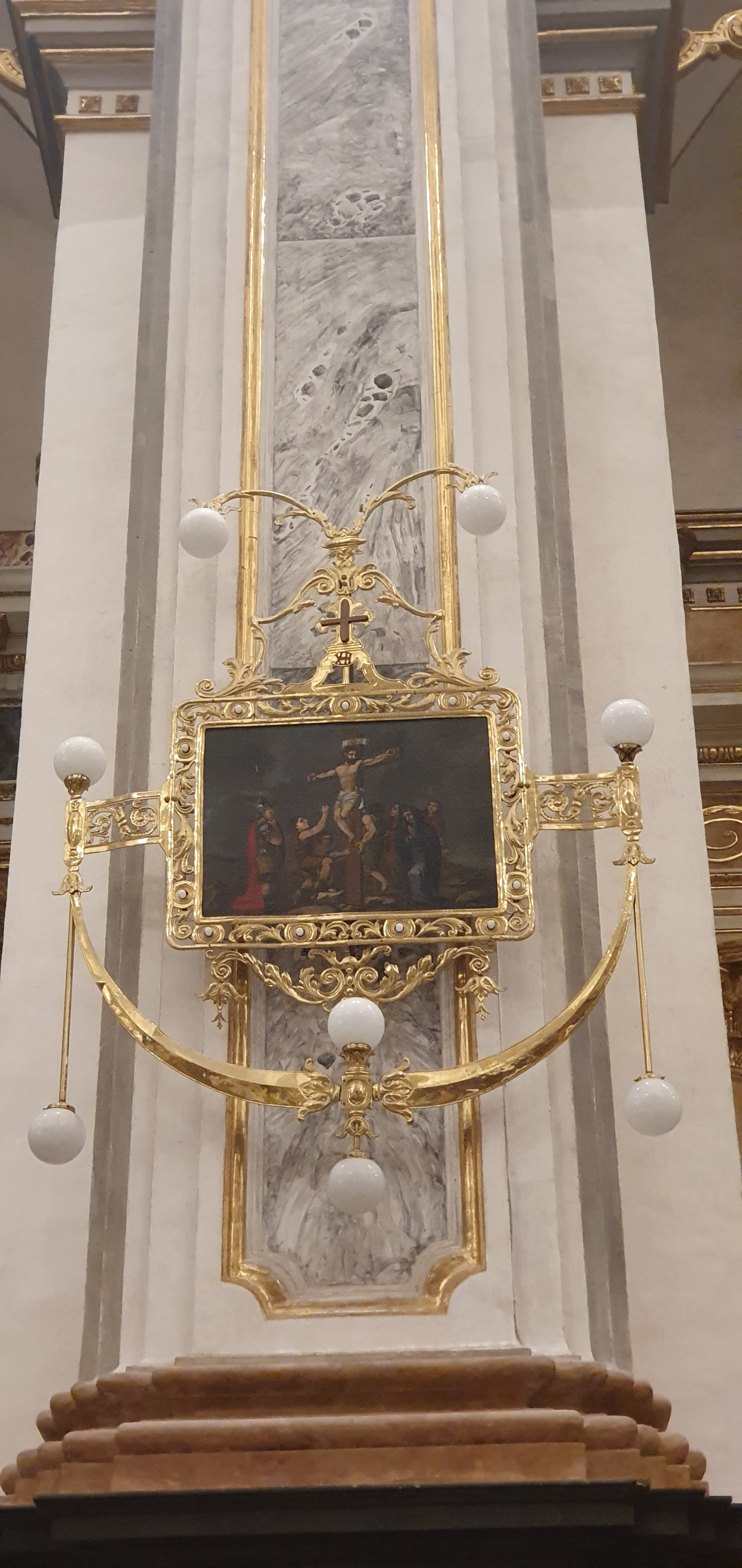
Segunda escena bíblica realizada por Josep Vergara.

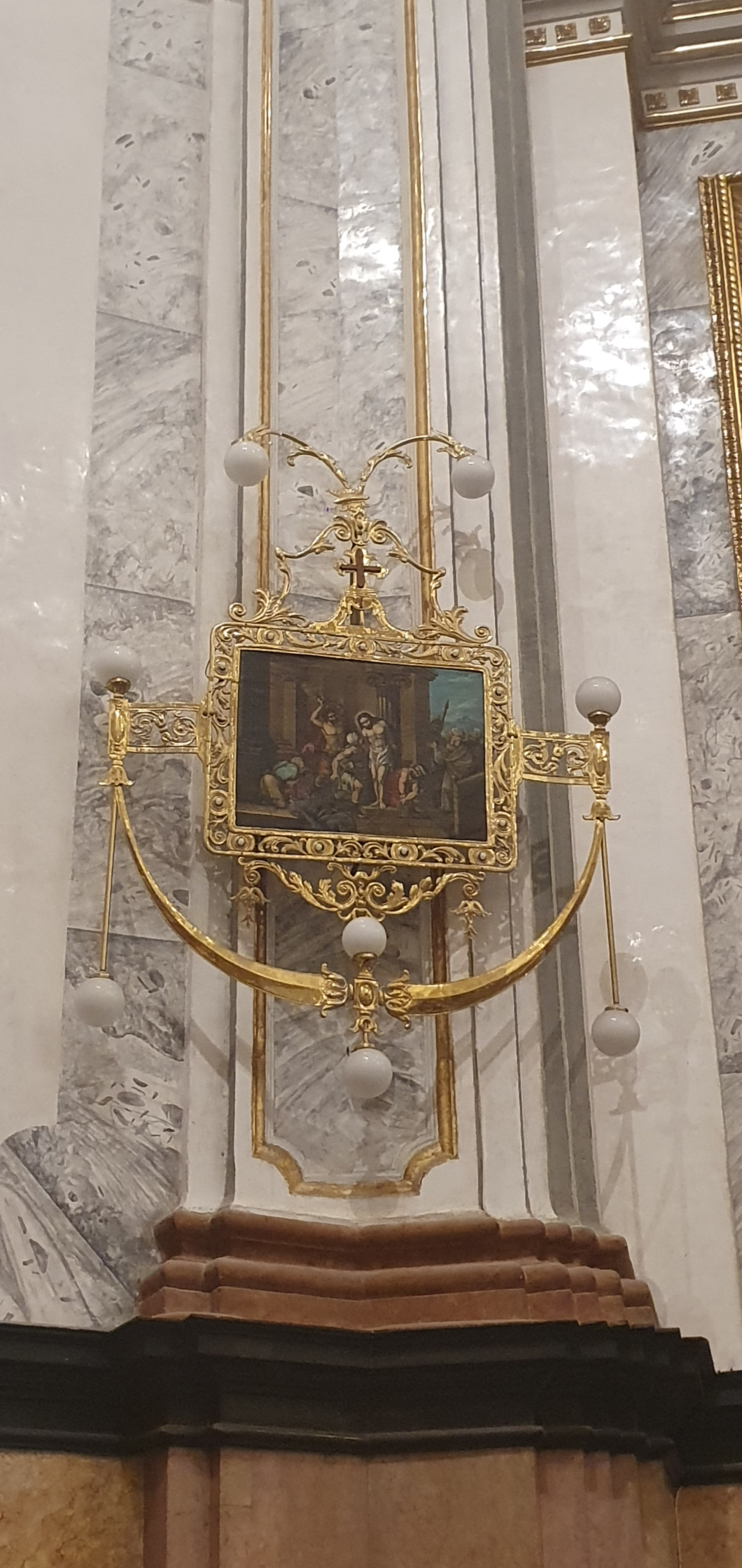
Tercera escena bíblica realizada por Josep Vergara.

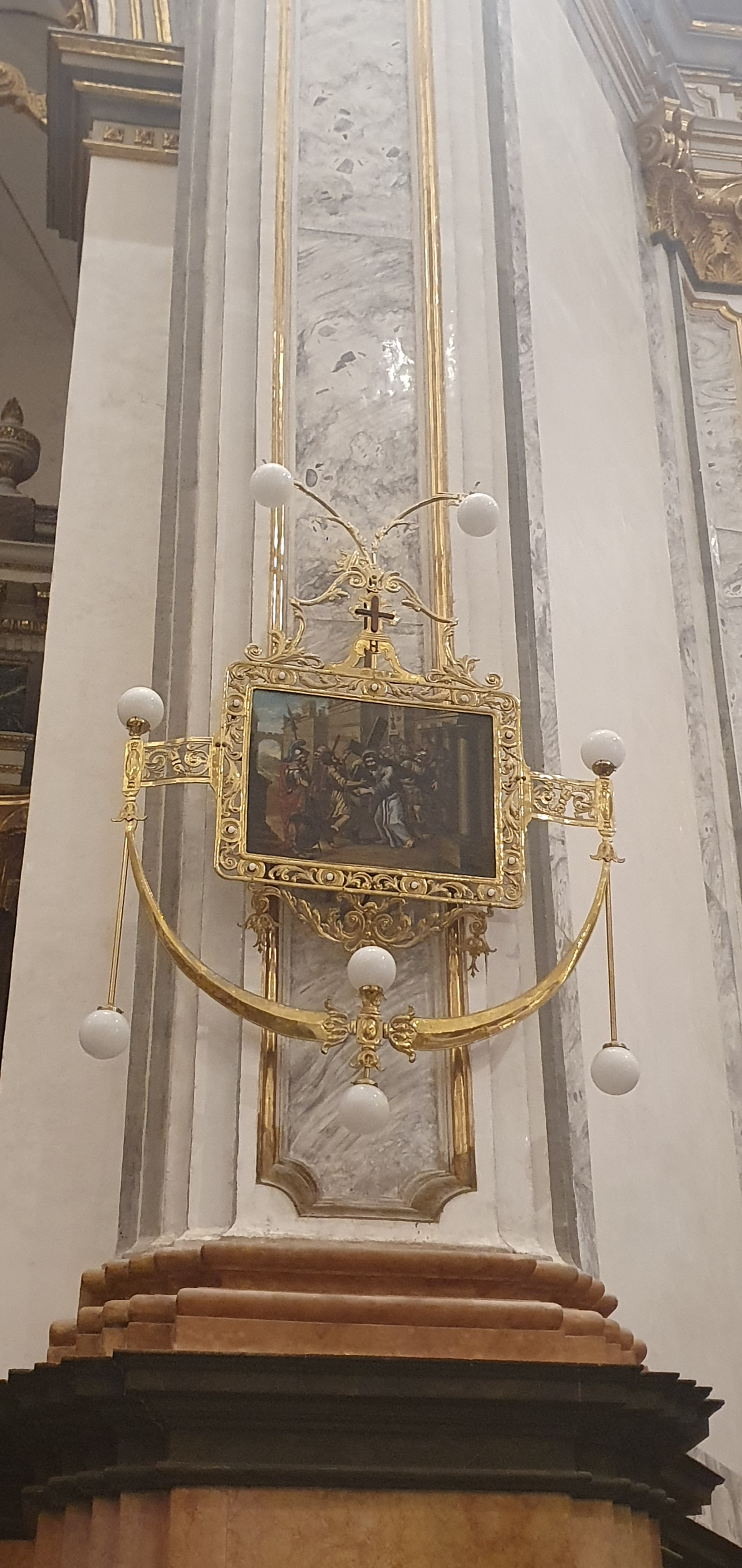
Cuarta escena bíblica realizada por Josep Vergara.

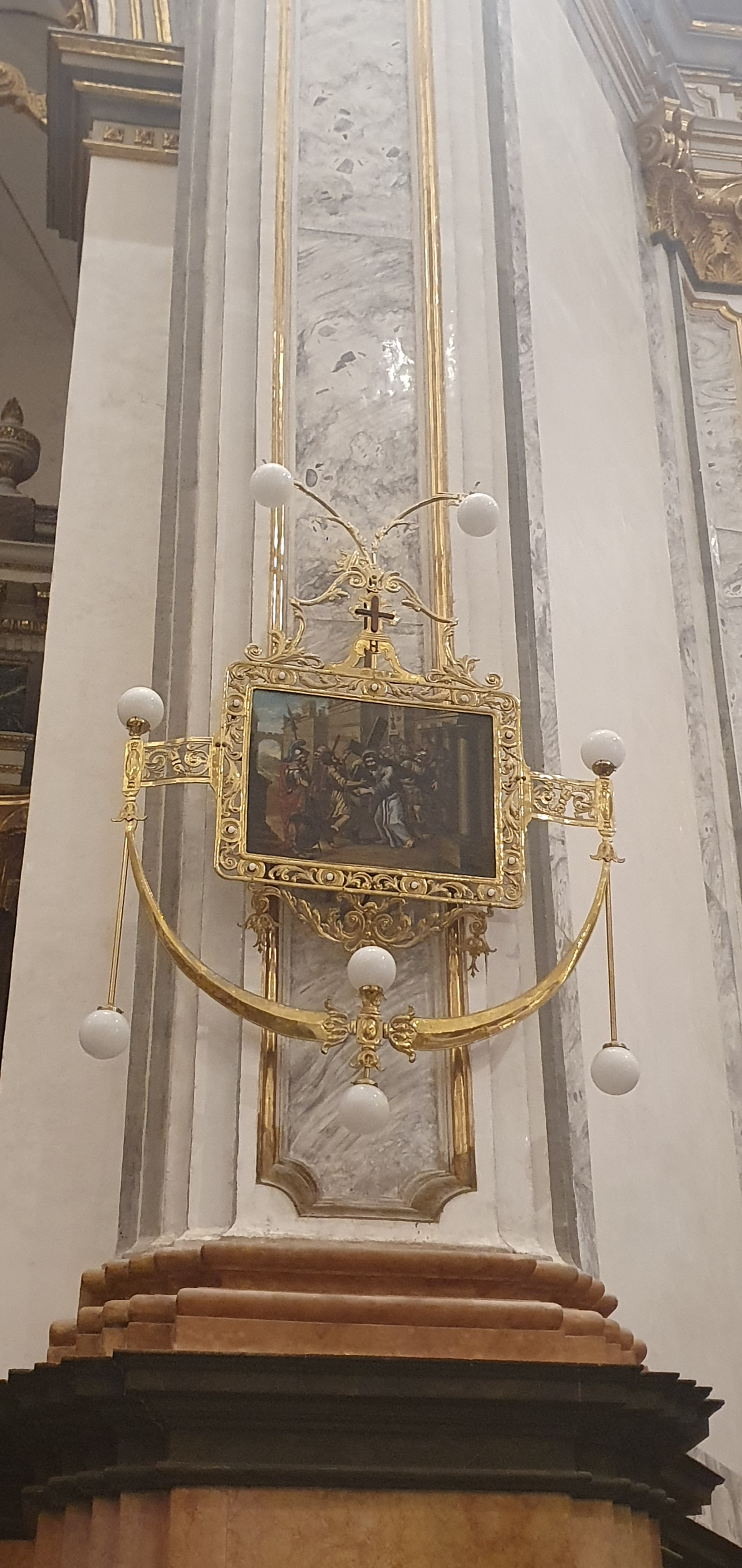
Quinta escena bíblica realizada por Josep Vergara.

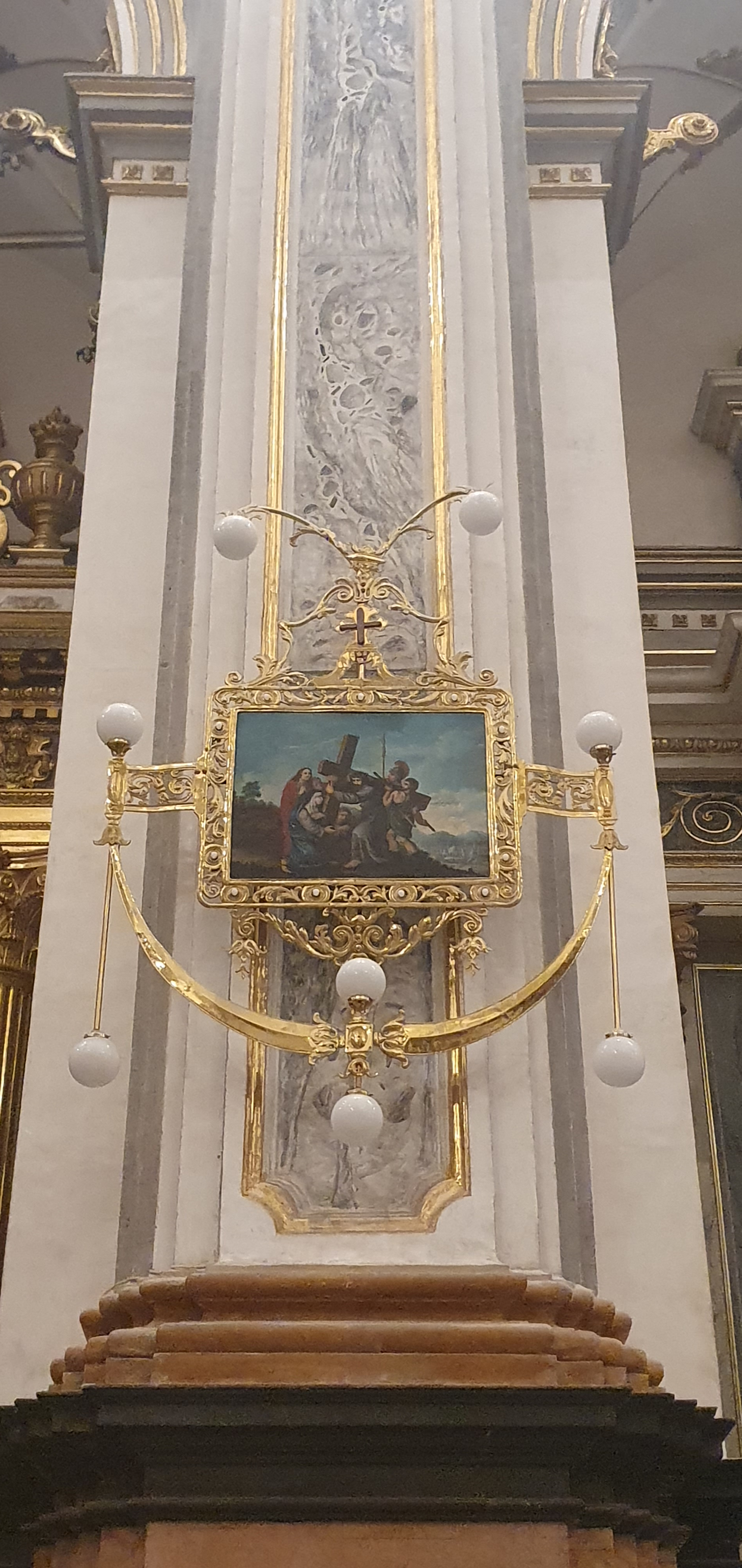
Sexta escena bíblica hecha por Josep Vergara.